# Delegació del Govern d'Espanya a Cantàbria
La Delegació del Govern a Cantàbria és l'organisme de l'Administració Pública d'Espanya, dependent de la Secretaria d'Estat de Política Territorial, pertanyent al Ministeri de Política Territorial i Funció Pública, encarregat d'exercir la representació del Govern d'Espanya en la comunitat autònoma d'Cantàbria.

## Seu
La seu de la Delegació es troba al carrer de Calvo Sotelo, n. 25 de Santander.

## Delegats
| Dates del mandat | Dates del mandat | Delegat                             | Partit | Partit |
| ---------------- | ---------------- | ----------------------------------- | ------ | ------ |
| 03.09.1982       | 29.12.1982       | Fernando Jiménez López              |        | UCD    |
| 11.07.1984       | 07.11.1986       | Jesús García-Villoslada Quintanilla |        | PSOE   |
| 21.11.1986       | 16.06.1995       | Antoni Pallarés Sánchez             |        | PSOE   |
| 16.06.1995       | 17.05.1996       | Pedro Bofill Abeilhe                |        | PSOE   |
| 17.05.1996       | 19.09.2003       | Alberto Javier Cuartas Galván       |        | PP     |
| 19.09.2003       | 23.04.2004       | Pedro Nalda Condado                 |        | PP     |
| 23.04.2004       | 30.12.2011       | Agustín Jesús Ibáñez Ramos          |        | PSOE   |
| 30.12.2011       | 19.06.2018       | Samuel Ruiz Fuertes                 |        | PP     |
| 19.06.2018       | En el càrrec     | Pablo Zuloaga                       |        | PSOE   |

## Funcions
L'organisme està dirigit per un delegat, nomenat pel Govern, les funcions del qual, segons l'article 154 de la Constitució espanyola, són les de dirigir l'Administració de l'Estat al territori de la Comunitat Autònoma i la coordinarà, quan escaigui, amb l'administració pròpia de la Comunitat.

## Subdelegacions
El delegat del Govern a Cantàbria està assistit per tres subdelegats del Govern. Hi ha una subdelegació a cada província de la comunitat autònoma: